# Lynlås
En lynlås er en anordning, der bruges til midlertidigt at samle to stofkanter. Lynlåse anvendes ofte i tøj, tasker, kufferter m.m.
Lynlåsen fungerer ved at kroge på hver side presses sammen for på den måde at holde, indtil de skubbes fra hinanden igen. På grund af den specielle lyd der skabes ved sådanne handlinger, hedder lynlåse på engelsk "zipper".
Lynlåsen blev opfundet af Gideon Sundbäck i årene fra 1906 og frem til 1914.
I 2003 rapporterede Forbes at selvom lynlåsmarkedet i 1960'erne havde været domineret af Talon Zipper (USA) og Optilon (Tyskland), så var den japanske producent YKK vokset og blevet industriens største i 1980'erne. YKK havde en markedsandel på 45% mens Optilon havde 8% og Talon Zipper havde 7%.